# Énergie à Cuba
Le secteur de l'énergie à Cuba s'entend comme l'ensemble des activités liées à la production et à la consommation d'agents énergétiques dans ce pays.

## Production pétrolière et gazière

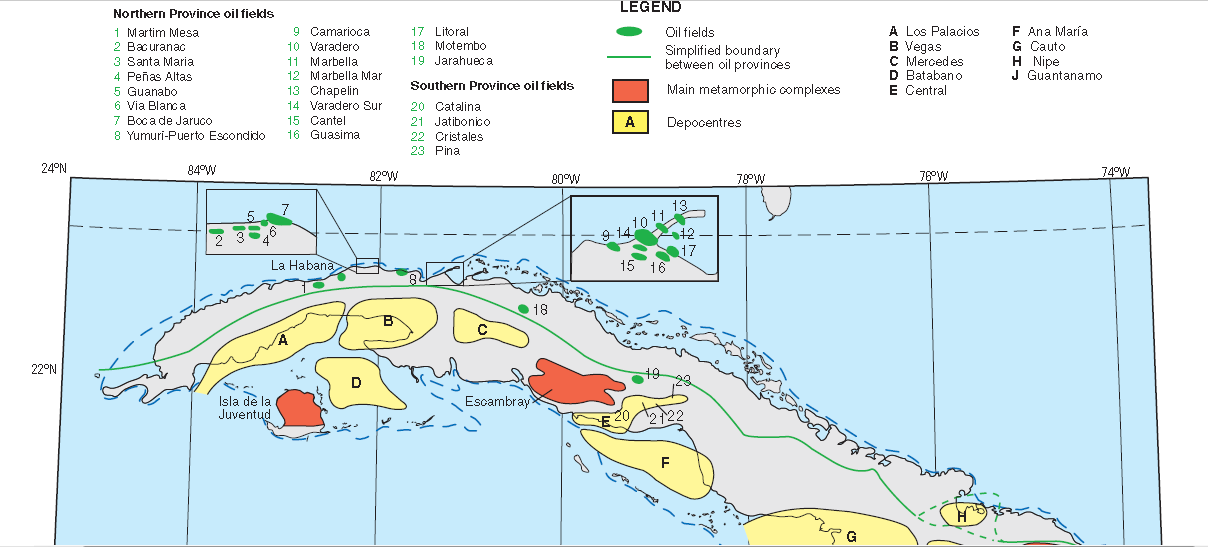
Emplacement des gisements pétroliers cubains

Cuba produit du pétrole depuis 1984, environ 28 000 barils de pétrole par jour en 2024, en baisse quasi constante depuis le pic pétrolier de 57 900 barils/jours en 2004. Ce pétrole est extrait de petits gisements situés le long de la côte nord, il est d'assez mauvaise qualité. Le gouvernement cubain a estimé en 2008 que de vastes réserves (peut être 20 milliards de barils) étaient à découvrir dans son domaine maritime. Cependant, Repsol a abandonné l'exploration au large de Cuba en 2012 après un puits infructueux , Gazprom et Petronas n'ont pas non plus rencontré le succès.
La production locale cubaine couvre environ la moitié de la demande intérieure lors du pic de production et le tiers dans les années 2020, le différentiel étant majoritairement complété depuis le début du 21e siècle par des importations à prix préférentiel en provenance du Venezuela, et des livraisons du Mexique et de la Russie.

## Secteur aval

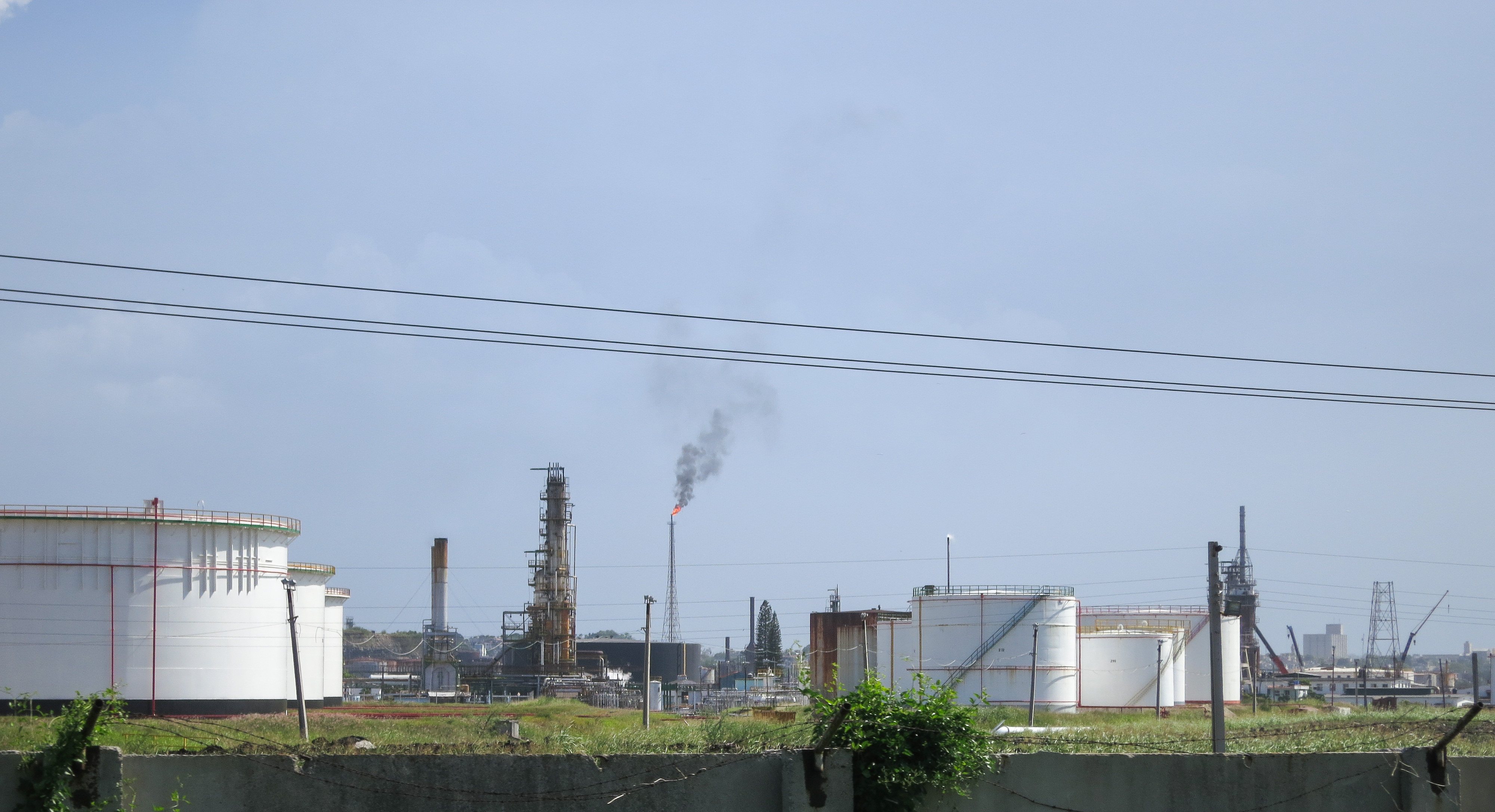
Une raffinerie près de La Havane.

Cupet, entreprise d'état, détient le monopole du raffinage du pétrole, et possède quatre raffineries sur l'île, d'une capacité totale de 134 000 barils par jour. Le pétrole produit par les gisements cubains est globalement lourd et soufré, et les raffineries du pays sont mal équipées pour le traiter, ainsi il tend à être utilisé directement comme combustible (dans les centrales électriques, les cimenteries, etc) tandis que du pétrole importé est utilisé pour le raffinage. Le Venezuela fournit du pétrole à Cuba à un prix inférieur à celui du marché, pour des raisons politiques. Cependant, le Venezuela étant dans une situation financière difficile, il a réduit ces livraisons, plaçant Cuba dans une situation de pénurie.

## Secteur électrique et énergies renouvelables

### Historique

#### Origine
La première démonstration de fourniture industrielle d'électricité à Cuba, alors colonie espagnole, a lieu dans le centre-ville de La Havane fin 1877. Une société américaine, La Havane Gas Light Company, obtient cette année l'autorisation des autorités pour commercialiser la fourniture d'électricité. Au fil des décennies, à la suite de la guerre hispano-américaine de 1899, des entreprises aux capitaux américains eurent le quasi-monopole de la fourniture d'électricité à Cuba.
En 1925, la production sucrière avec près de 200 turbogénérateurs installés dans 76 usines dispose d'une capacité de production commune de 162 MW, tandis que les centrales électriques affectées au service public sur l'ensemble du territoire totalisnte un peu plus de 108 MW, dont 7,5 MW pour la Havana Central Railroad Company, 6 MW pour la Hershey Cuban Railway Company, est 75 MW a la Havana Electric Railway, Light & Power Company. Mais entre cette date et fin 1928, la Electric Bond and Share Company (en) - démantelé en 1935 - s'implanta à Cuba et obtient le quasimonopole du service public, sa filiale Compañía Cubana de Electricidad est alors doté d'une capacité de production de peu plus de 135 MW et environ 4 500 kilomètres de lignes électriques.
Entre 1948 et 1957, la capacité de production de la CCE est passée de 149 à environ 362 MW. En 1958, la Compagnie cubaine d'électricité avait porté sa capacité de production effective installée à près 430 MW et avait environ 10 200 kilomètres de lignes de toutes tenduono. Ses installations et son équipement sont alors répartis entre deux grands systèmes indépendants, dont l'un couvrait la majeure partie de l'espace occidentale et centrale de l'île, et l'autre, beaucoup moins étendu, couvrait une partie de la zone orientale. Il y avait aussi près de 60 systèmes isolés, généralement petits, qui étaient desservis par des centrales électriques Certains d'entre eux dans des plantes sucrières. Au total, 56 % de la population de Cuba, estimée à environ 6,5 millions d'habitants, dispose de l'électricité. Mais elle n'a pas atteint les zones rurales pauvres de grande taille et de faible densité car la création des réseaux requis n'est pas justifié d'un point de vue strictement économique.

#### Sous le régime castriste

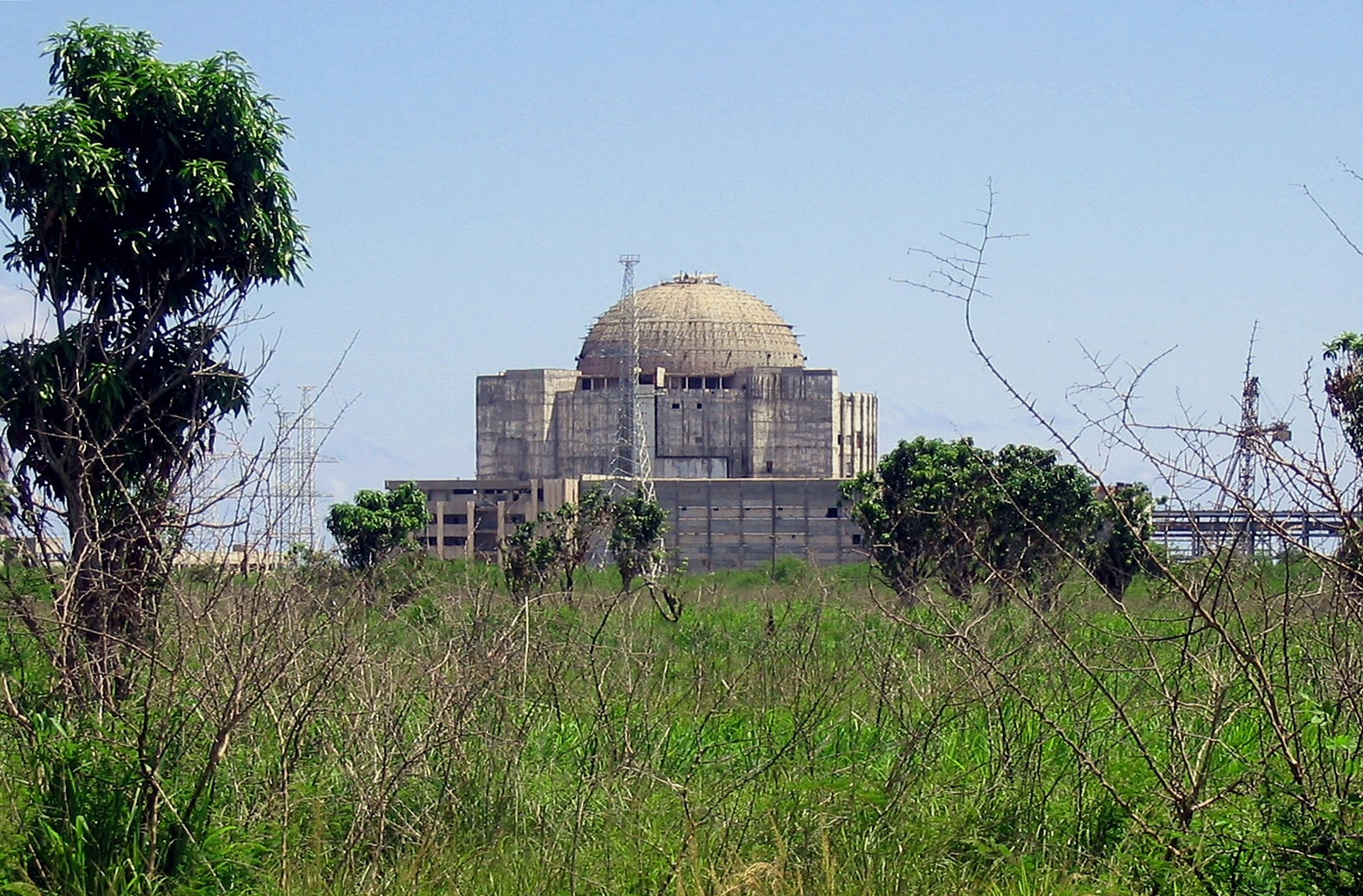
Le réacteur numéro 1 de la centrale abandonné de Juragua en 2010.

Après la révolution cubaine, la CCE est nationalisée et devient plus tard la Unión Eléctrica de Cuba (UNE). l'électrification se développe fortement dans les années 1960 avec la construction de quatre centrales avec l'aide du Bloc de l'Est et particulier de l'Union soviétique d'une capacité supérieure chacune à la production totale d'avant 1959. L'électrification de la population rurale est passée de 4% en 1960 à 79,4% en 1992
La capacité totale interconnectée en 1980 atteint 2 212 MW, et en 1992 à 3 676 MW.
La chute des régimes communistes en Europe nuira ensuite très fortement à l'économie cubaine et son secteur électrique.
La construction entamée en 1983 avec l'aide soviétique de la centrale nucléaire de Juragua fut interrompu en 1992.
La production nationale diminua de 20,5 % en 1994, tandis que la consommation de carburant correspondante par kilowatt-heure augmentée près de 10 %.

#### Au XXIe Siècle
En 2015, la production électrique de Cuba était légèrement supérieure à 20 TWh. L'essentiel provient de centrales thermiques brulant du pétrole (pétrole brut ou fioul lourd), quelques centrales proches des gisements brûlant aussi du gaz naturel ,.
La bagasse, coproduit de la production de la canne à sucre, est également utilisée dans la production électrique, mais sa part est devenue assez marginale (3.5%) en raison du déclin de la production de sucre cubaine ces dernières décennies. En 2022, 5 % de l'énergie de Cuba provient de sources d'énergie alternatives.
En octobre 2018, à la suite des pénuries de production d'électricité, un contrat est signé avec l'entreprise turque Karpowership (en) la location de Powership (en) - navires employés comme centrales électriques flottantes -  dont les premières fonctionnent à partir de juillet 2019.
En octobre 2024, la production électrique est produite à partir de huit centrales thermiques d'une moyenne d'âge de 40 ans, les deux plus importantes étant la centrale thermoélectrique Antonio Guiteras a Matanzas (23° 06′ 07″ N, 81° 31′ 46″ O) ouverte en 1988 avec une capacité, en juillet 2024, de 265 MW et la centrale thermoélectrique Lidio Ramón Pérez (Felton) à Holguín (20° 43′ 43″ N, 75° 35′ 47″ O) ainsi que de cinq centrales flottantes - sept en novembre 2022 d'une puissance de 400 MW ; huit début 2023,  depuis juillet 2019, et de groupes électrogènes (entre autres, importations pour 200 millions de dollars des États-Unis durant le premier semestre 2024). Le déficit énergétique national, qui oscillait autour de 30% durant le second semestre 2024, a atteint les 50% le 17 octobre avec une consommation de 3 300 megawatts.
Du 18 octobre au 21 octobre, à la suite de l'arrêt de la centrale thermique Antonio Guiteras, la plus importante, une coupure générale d'électricité touche l'ensemble de Cuba.